# Konrad Rudolf

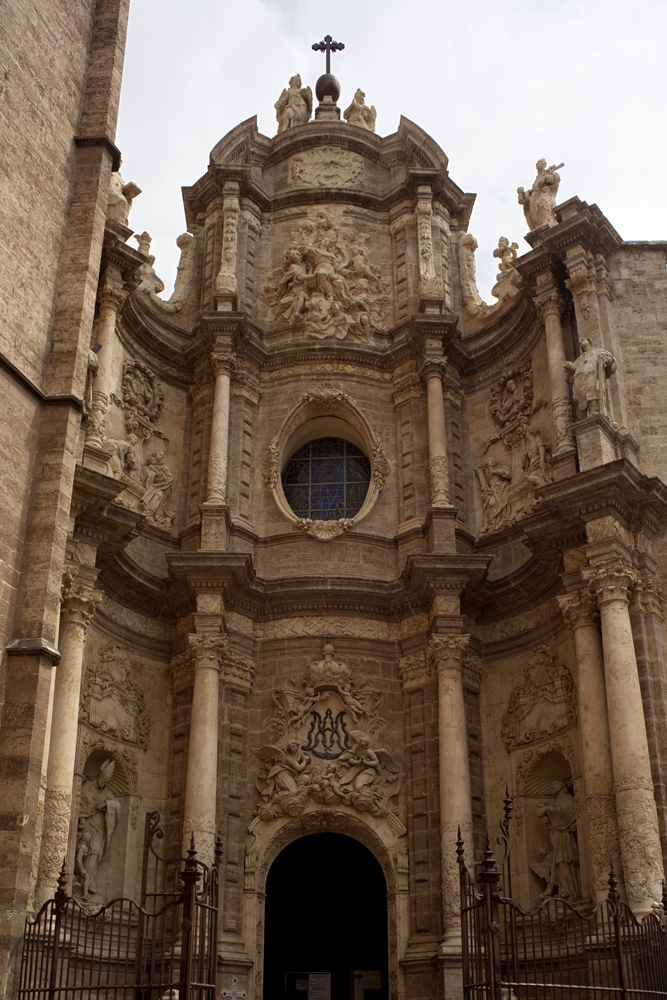
Porta dels Ferros de la catedral de València.

Konrad Rudolf (?–Viena, 1732) és un escultor i arquitecte alemany. Va treballar a París i Roma, on va poder estudiar el barroc tardà. Escultor de l'arxiduc Carles d'Àustria, en 1703 va emprendre la construcció de la portada barroca de la catedral de València, on va assajar per primera vegada a Espanya la intersecció de superfícies còncaves i convexes. Després de l'ocupació borbònica de València (1707) es va traslladar a Barcelona, i després de l'ocupació d'aquesta (1714) va marxar a Viena.
Entre altres obres, és l'autor d'una estàtua de la Verge que sobrevisqué fins al 1936 tot i que s'havia fet en el marc del conjunt de l'Obelisc de la Puríssima Concepció erigit el 1706 al Passeig del Born per l'arxiduc Carles d'Àustria en commemoració d'una victòria sobre el bàndol borbònic a la guerra de Successió, i que fou destruït el 1716 després del triomf de Felip V.